# Todd Brunson
Pour les articles homonymes, voir Brunson.
 (novembre 2019).
Si vous disposez d'ouvrages ou d'articles de référence ou si vous connaissez des sites web de qualité traitant du thème abordé ici, merci de compléter l'article en donnant les références utiles à sa vérifiabilité et en les liant à la section « Notes et références ».
Todd Alan Brunson, né le 19 août 1969) est un joueur de poker professionnel américain, il est le fils de Doyle Brunson.

## Carrière
Todd Alan Brunson, né le 19 août 1969, remporte en 2005 un bracelet au World Series of Poker lors du 2 500 $ Omaha Hi-Lo Split, pour un total de 245 945 $.
En date de novembre 2019, il totalise près de 4 470 430 $ tout tournoi de poker confondu, dont 63 places payés au World Series of Poker soit 1 955 904 $.

## Titres
| Année | Tournoi                   | Prix      |
| ----- | ------------------------- | --------- |
| 2005  | 2 500 $ Omaha Hi-Lo Split | 255 945 $ |